# Lo storpio di Inishmaan
Lo storpio di Inishmaan (The Cripple of of Inishmaan) è una commedia drammatica di Martin McDonagh, andata in scena in prima mondiale a Londra nel 1996. È la prima parte della Trilogia delle Isole Aran.

## Trama
Inishmaan, 1934. La vita scorre monotona nella meno popolata delle Isole Aran e le sorelle Eileen e Kate Osbourne passano molto del loro tempo all'emporio preoccupandosi per il nipote Billy, un diciassettenne storpio che hanno cresciuto dopo la morte dei suoi genitori. Tutto cambia quando Johnnypateenmike, la principale fonte di gossip dell'isola, informa la piccola comunità che il regista di Hollywood Robert J. Flaherty si trova nella vicina isola di Inis Mór per girare il documentario L'uomo di Aran. Il regista sta cercando talenti locali per il suo film e per Billy questa è la grande occasione di lasciare Inishmaan e farsi conoscere. Fingendosi tubercolotico, Billy convince il barcaiolo Babbybobby a farsi traghettare a Inis Mór e, con grande sorpresa di tutti, Billy viene scelto dal regista e si trasferisce a Hollywood. Passano molte settimane e tutti credono che Billy sia ormai morto di tubercolosi a Los Angeles quando Billy torna inaspettatamente a Inishmaan: il ragazzo ha fatto fortuna a Hollywood, ma è tornato perché gli mancava troppo l'Irlanda. Ma presto si scopre che anche questa è una bugia: il ragazzo è stato licenziato per la sua completa mancanza di talento. Tornato a casa, Billy viene picchiato da Bobbybobby per la bugia sulla sua salute, ma il ragazzo ha scoperto di soffrire davvero di tubercolosi.

## Produzioni e messe in scena
La pièce debuttò il 12 dicembre 1996 al Royal National Theatre di Londra con la regia di Nicholas Hytner; il cast principale comprendeva: Ruaidhri Conroy (Billy), Dearbhla Molloy (Eileen) e Anita Reeves (Kate). Due anni dopo la pièce debuttò nell'Off Broadway, in scena al Public Theater di New York dal 7 al 17 aprile 1998 per la regia di Jerry Zaks. Conroy tornò ad interpretare Billy e per la sua performance vinse il Theatre World Award, mentre nel ruolo delle zie recitavanao Roberta Maxwell ed Elizabeth Franz. La commedia fu candidata all'Outer Critics Circle Award alla migliore opera teatrale. La prima italiana andò in scena al Teatro Duse di Genova nel novembre 1999, con una traduzione e regia di Marco Sciaccaluga. Facevano parte del cast Eros Pagni, Gianna Piaz, Jurij Ferrini, Rosalina Neri e Aleksandar Cvjetković.
Un secondo revival dell'Off Broadway andò in scena all'Atlantic Theatre per tre mesi tra il 2008 e il 2009. Nel 2013 Michael Grandage diresse un revival londinese de Lo storpio di Inishman con Daniel Radcliffe nel ruolo del protagonista; l'allestimento fu successivamente portato a Broadway, dove rimase in cartellone al Cort Theatre per 114 repliche dal 12 aprile al 20 luglio 2014. Accanto a Radcliffe recitavano anche Pádraic Delaney (Bobbybobby) e Gillian Hanna (Eileen). Il revival fu candidato a sei Tony Award.